# Фудзихира, Кано
Кано Фудзихира (яп. 藤平 華乃, род. 28 августа 2004, префектура Тиба) — японская танцовщица, певица, модель и актриса. Наиболее известна как участница девичьей группы @onefive. Она бывшая участница идол-группы Sakura Gakuin и бывший дополнительный танцор для каваии-метал-группы Babymetal. Находится под контрактом с агентством по поиску талантов Amuse и подписана на звукозаписывающий лейбл Avex Trax.

## Биография
В 2013 году Фудзихира успешно прошла прослушивание на роль модели для фотосессии Kids-Tokei. После этого она появилась в майском выпуске журнала De-View и была принята на работу в детское подразделение Amuse Kids агентства талантов Amuse.
6 мая 2015 года Фудзихира присоединилась к японской идол-группе Sakura Gakuin. Одновременно с ней в состав группы также вошли Сойока Ёсида, Момоко Окадзаки, Мирена Куросава, Мая Асо и Марин Хидака. С 12 по 13 ноября 2016 года она стала частью группы Sleepiece «Клуба идущих домой» в рамках фестиваля Sakura Gakuin Festival 2016, который проходил в амфитеатре Майхама в префектуре Тиба.
С 15 декабря 2017 года Фудзихира стала регулярно появляться в телевизионном шоу «Bitworld», которое транслировалось на канале NHKEducational TV.
6 мая 2018 года, на церемонии Sakura Gakuin 2018 Transfer Ceremony, Фудзихира была избрана на должность второго председателя правления Sakura Gakuin. 6 мая 2019 года в Bunkyo Civic Center состоялась церемония Sakura Gakuin 2019 Transfer Ceremony. В этот день она была избрана девятым президентом студенческого совета группы.
В июне 2019 года Фудзихира присоединилась к каваии-метал-группе Babymetal в качестве одной из трёх дополнительных танцоров, известных как «Мстительницы» (англ. Avengers). После ухода Юи Мидзуно из Babymetal в 2018 году, Фудзихира стала неотъемлемой частью коллектива, вместе с Момоко Окадзаки и Рихо Саяси. При этом, официально, они не являлись частью самой группы. «Мстительницы», сменяя друг друга на сцене, выступали вместо ушедшей Мидзуно. Фудзихира выступала вместе с группой Babymetal на концерте Babymetal Awakens: The Sun Also Rises, который состоялся 29 июня 2019 года на Иокогама Арене. Она также приняла участие во втором дне концерта Babymetal Arises: Beyond The Moon: Legend M, который проходил 7 июля 2019 года в конференц-центре Portmesse Nagoya. 27 декабря 2019 года Фудзихира вместе с Babymetal приняла участие в концерте Music Station Ultra Super Live 2019, который транслировался в прямом эфире на канале TV Asahi. 25 и 26 января 2020 года она приняла участие в концертах Legend – Metal Galaxy, которые проходили в выставочном центре Макухари Мессе. Кроме того, Фудзихира появилась в концертных клипах на песни Babymetal: «Pa Pa Ya!!», «Elevator Girl» и «Shanti Shanti Shanti».
19 октября 2019 года на фестивале Sakura Gakuin Festival 2019 было объявлено о создании Фудзихирой новой девичьей группы из четырёх человек под названием @onefive. В состав группы вошли её коллеги по Sakura Gakuin: Сойока Ёсида, Цугуми Аритомо и Момоэ Мори. На том же концерте группа впервые исполнила свой дебютный сингл «Pinky Promise».
Фудзихира окончила Sakura Gakuin 30 августа 2020 года вместе с тремя другими участницами группы @onefive. В общей сложности участвовала в записи пяти альбомов Sakura Gakuin. После этого Фудзихира продолжила свою музыкальную карьеру в группе @onefive, взяв псевдоним Кано. В рамках своей деятельности в группе она активно участвовала в создании текстов, хореографии и сценического освещения для выступлений.
В августе 2021 года она исполнила роль Киока Оты в театральной адаптации манги «Town of Evening Calm, Country of Cherry Blossoms». Спектакль проходил с 4 по 8 августа в театре CBGK Shibugeki в Токио, а затем 14 и 15 августа в Художественном музее Kintetsu в Осаке.
В январе 2022 года Фудзихира начала сниматься в телешоу «Super Invincible Class», которое транслировалось на канале NipponTV.
2 февраля 2022 года группа @onefive представила свой дебютный альбом под названием 1518 (яп. イチゴイチエ).
В марте 2022 года Фудзихира исполнила роль Судзу Асано в театральной адаптации манги Umimachi Diary . Спектакль проходил с 30 марта по 3 апреля в театре Sun Mall в Токио, а затем 9 и 10 апреля — в ABC Hall в Осаке.
6 ноября 2022 года Фудзихира и её коллеги по группе @onefive дебютировали на крупном лейбле Avex Trax, выпустив цифровой сингл «Miraizu» (яп. 未来図). Песня была использована в качестве музыкальной темы для телевизионной драмы, основанной на манге If My Favorite Pop Idol Made It to the Budokan, I Would Die. Эта драма транслировалась с октября по декабрь 2022 года. 12 мая 2023 года состоялась премьера экранизации манги, в которой песня «Chance» в исполнении @onefive была выбрана в качестве заглавной темы. Фудзихира и другие участницы @onefive появились в обеих экранизациях, играя роли участников вымышленной идол-группы ChamJam. Фудзихира воплотила образ Маки Хакаты. Песни группы ChamJam с вокалом Фудзихиры вошли во второй диск двухдискового альбома I Live For You (яп. きみのために生きてる), выпущенного лейблом Pony Canyon 10 мая 2023 года.
В ноябре 2023 года Фудзихира начала свою карьеру модели в рамках Amazon Fashion Japan. Это стало возможным благодаря тому, что группа @onefive была выбрана в качестве представителя поколения Z.
17 апреля 2024 года @onefive выпустили свой второй студийный альбом под названием Classy Crush.
С 29 мая по 1 июня 2025 года она выступала в спектакле Fuyū no Ichigo в Сенбонзакура Холл в Токио.

### Личная жизнь
В университете Фудзихира изучала танцы и английский язык. Её отец был пожарным. У неё есть старший брат.

## Музыкальные коллективы
- Sakura Gakuin (2015—2020)
- @onefive[англ.] (2019-н. в.)

## Дискография

### Sakura Gakuin
- Sakura Gakuin 2015 Nendo: Kirameki no Kakera (2016)[37]
- Sakura Gakuin 2016 Nendo: Yakusoku (2017)
- Sakura Gakuin 2017 Nendo: My Road (2018)
- Sakura Gakuin 2018 Nendo: Life Iro Asenai Hibi (2019)
- Sakura Gakuin 2019 Nendo: Story (2020)[38]

### ChamJam
- I Live For You (きみのために生きてる, Kimi no Tame ni Ikiteru) (2023)

### @onefive
- 1518 (2022)
- Classy Crush (2024)

## Фильмография

### Реклама
- Pair Jewelry Brand «The Kiss» 2024 New Commercial (2024)[39]
- Pair Jewelry Brand «The Kiss» 2025 New Commercial (2025)[40]

### Фильмы
- If My Favorite Pop Idol Made It to the Budokan, I Would Die (2023)[41][42], в роли Маки Хакаты

### Телевидение
- Bitworld (2017—2018)[5]
- If My Favorite Pop Idol Made It to the Budokan, I Would Die (2022)[43], в роли Маки Хакаты
- Super Invincible Class (超無敵クラス, Chō Muteki Kurasu) (2022—2023)[23]

## Театр
- Town of Evening Calm, Country of Cherry Blossoms (2021)[21][44], в роли Кёка Ота
- Umimachi Diary (2022)[25], в роли Судзу Асано
- Fuyū no Ichigo (蜉蝣一期) (2025)[45]